# Xəlilli (İsmayıllı)
Xəlilli è un comune dell'Azerbaigian situato nel distretto di İsmayıllı. Conta una popolazione di 320 abitanti.